# Lola Bosshard
Lola Bosshard (Valencia, 19 de marzo de 1922 - 4 de septiembre de 2012) fue una pintora valenciana. De padres suizos, cursó estudios de Bellas Artes en la Real Academia de Bellas Artes de San Carlos de Valencia, estudió inglés en Cambridge, estudió pintura moderna en la escuela de André Lotte y Fernand Léger en París, y estudió Artes y Oficios en la Kunstgeberbeschule de Zúrich. Realizó numerosas exposiciones. El año 1964 expuso en la galería Mateu de Valencia. El año 1967 en la Galería Edurne de Madrid. Vicente Aguilera Cerni dijo de su pintura: «Lola Bosshard coloca en primera línea el valor testimonial. No pretende hacer discursos ni enseñar nada, aunque quizás haga mucho más al ofrecerse 'realizándose', al convertir en hecho aquello que es visible, con sinceridad ejemplar, las derrotas de un conflicto».